# Wolfgang Ketterle
Wolfgang Ketterle (n. 21 octombrie 1957, Heidelberg, RFG) este un fizician german și profesor de fizică la Massachusetts Institute of Technology (MIT).  În 2001, Ketterle a devenit laureat al Premiului Nobel pentru Fizică împreună cu Carl Wieman și Eric Cornell pentru realizarea condensării Bose-Einstein în atomi alcalini și pentru studii preliminare fundamentale asupra proprietăților condesatelor.